# CFOPメソッド
CFOPメソッド（シーエフオーピーメソッド）は、ルービックキューブの解法の一つ。解法の各工程であるCross、F2L、OLL、PLLの各頭文字をとってそう呼ばれる。別名Fridrichメソッド。現在ルービックキューブのスピード解法として最も広く用いられている解法である。 

## 歴史
CFOPメソッドは、ルービックキューブの基礎的解法であるLayer By Layer（LBL法）を元に発展させたものである。別名Fridrichメソッドと呼ばれるため、Jessica Fridrichが考案した解法であるとよく勘違いされるが、各工程を考案したのはそれぞれ別の人物であり、Jessica Fridrichが行ったのは主にOLL、PLLのアルゴリズムの開発、およびスピードキューブ黎明期である1997年にCFOPの全手順をまとめウェブサイトに公開したことである
。当時多くの人が彼女のウェブサイトを見てその解法を習得したことから、Fridrichメソッドと呼ばれるようになった。 
最初の工程であるCrossは、1980年にDavid Singmasterが考案したLayer By Layerのものがそのまま用いられる。F2Lは、1982年の世界大会時には既にGuus Razoux Schultzが用いており、彼によると、1981年にRené Schoofが考案したものとされる。OLL、PLLは1980年代にHans DockhornとAnneke Treepが提案したもので、その後Jessica Fridrichが多くのアルゴリズムを開発した。 
このような歴史から、2008年頃にはCFOPメソッドをFridrichメソッドと呼ぶことを否定する動きもあり、現在はCFOPメソッドという呼び方が主流である。 

## 完成までの流れ
CFOPでは、以下の流れに従って6面を完成させる。各パーツの名称についてはルービックキューブを参照。 

### Cross（クロス）

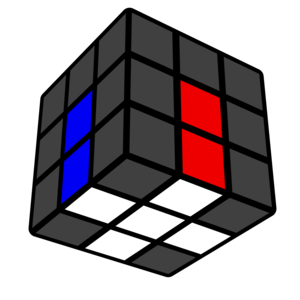
クロス

一層目のエッジを揃える。4つのエッジが揃った状態がクロス（十字架）の形になるため、クロスと呼ばれる。ルービックキューブでは各面のセンターのパーツは移動しないため、クロスの側面と各センターの色が合っている必要がある。この工程は、Layer By Layerと同様である。
公式大会のルールでは解き始める前に15秒間キューブを見る時間（インスペクションタイム）が与えられるが、CFOPメソッドで解く場合この時間でクロスを揃える手順を読むことが多い。トップレベルになると、さらにF2Lの1つ目までや、後述のX-Crossまでを読む。
初心者が行う場合普通上面（U面）にクロスを作り、そのクロスを下面（D面）になるよう持ち替えてから次の工程のF2Lに入るが、スピードを求める場合、持ち替えをなくし、また次のF2Lの先読みを行うために、最初から下面にクロスを作る。このテクニックのことをD面クロスと呼ぶ。 

### F2L (First 2 Layers)

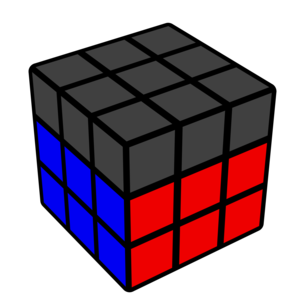
F2L

Layer By Layerではクロスの後、一層目を完成させ（完全一面）その後二層目を完成させるが、F2Lではこの一層目と二層目を同時に揃える。
クロスの間の4つのエッジとコーナーのペアをスロットと呼び、この4つのスロットにペアのパーツを入れていくため、1stペア、2ndペア、3rdペア、4thペアなどと呼ぶ。
基本手順は41パターンであるが、まだ入っていないスロットを利用したり持っている裏側のスロットを揃えたりするパターンもあるため、応用パターンを含めるとその数は膨大である。

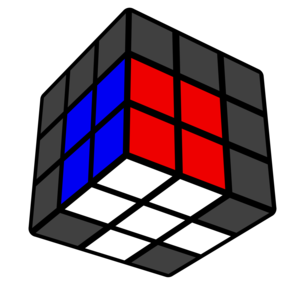
1stペア
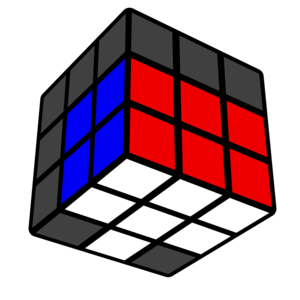
2ndペア
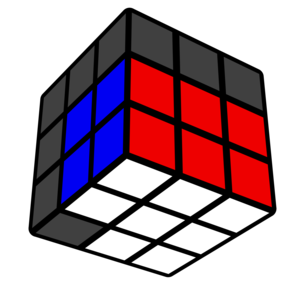
3rdペア
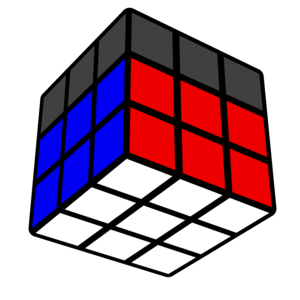
4thペア

### OLL (Orientation of the Last Layer)
最終層上面の色を揃える。最終層すべてのエッジ・コーナーの向きを正しく直すことから、 Orientation of the Last Layer（最終層の向き合わせ）と呼ばれる。パターン数は全部で57。簡易的に行う場合はエッジの向きを揃えてからコーナーの向きを揃えるという2段階を踏んで行い、これを2 Look OLLと呼ぶ。

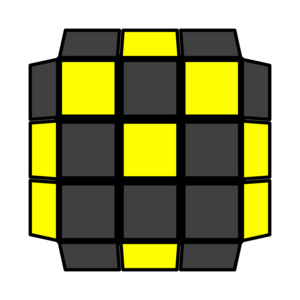
OLL 実行前
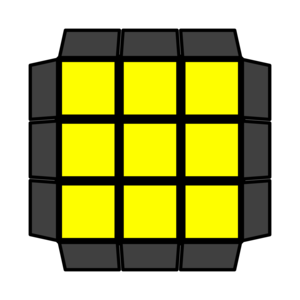
OLL 実行後

### PLL (Permutation of the Last Layer)
最終層の場所を揃える。最終層すべてのエッジ・コーナーの場所を正しく直すことから、Permutation of the Last Layer（最終層の交換）と呼ばれる。パターン数は全部で21。簡易的に行う場合はコーナーの場所を揃えてからエッジの場所を揃えるという2段階を踏んで行い、これを2 Look PLLと呼ぶ。
日本では2001年にnaitsu氏が公開した「ルービックキューブ20秒完成法」の中で、PLLそれぞれに1 - 21の番号を付けて手順を紹介していたことから、長らくnaitsu氏の頭文字からとった"n"を頭につけた"n1" - "n21"の番号でそれぞれのパターンを呼んでいた
。
2012年にroudai.netで世界的に標準で用いられているパーツの動きをアルファベットに見立てたA-Perm、U-Permと言った呼び方がまとめられ公開されたことから、日本でもその呼び方が定着するようになった。

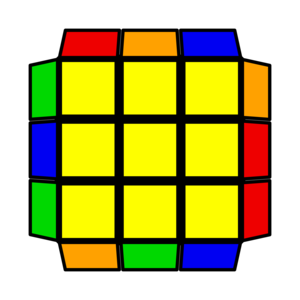
PLL 実行前
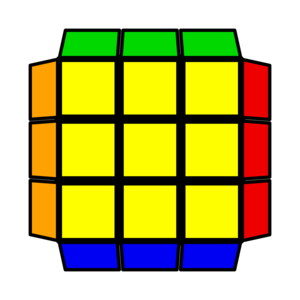
PLL 実行後

## 発展テクニック
CFOPの基本テクニックは上記のとおりCross、F2L、OLL、PLLの4ステップであり、これらそれぞれの工程のことをサブステップと呼ぶ。近年ではさらに、例えばOLLをしながらPLLの一部を揃えたり、意図的にOLLをスキップさせるといったより発展的なサブステップが開発されている。

### X-Cross （エックスクロス）
extended cross（拡張クロス）を省略して読んだ呼び方。クロスを作成する際に、スクランブル状態からできているエッジ・コーナーのペアブロックやブロックビルディングを用いて、F2Lの一つ目までを揃えることを言う。またF2Lの2つ目までをクロスと一緒に揃えることをDouble X-Cross（またはXXCross）、3つ目まで揃えることをTriple X-Cross（またはXXXCross）と呼ぶが、これらは滅多に起きない。

### Winter Variation
F2Lが3つまで埋まり、最後のスロットに入れるエッジとコーナーが既にペアになっており（U R U' R'で入れられる状態）、かつ上面のエッジ向きがすべて正しいときに、OLLをスキップさせる手順。パターン数は全部で27。Lucas Winterが開発したことよりWinter Variationと呼ばれる。また、上記条件のうちエッジとコーナーがペアではなく
1手離れた状態（R U R'で入れられる状態）にある場合の手順をこれと対比してSummer Variationと呼ぶ。

### VLS (Valk Last Slot)
Winter Variationの条件の中から、エッジ向きの条件を無くした手順。パターン数は全部で216。Mats Valkが開発したことからValk Last Slotと呼ばれる。

### COLL (Corners of Last Layer)
上面のエッジ向きが揃っている状態から、コーナーの向きと場所を同時に揃えるサブステップ。パターン数は全部で40。これを行うことで、PLLでは全21パターン中エッジ交換のみの4パターンしか出現しなくなり、PLLがスキップする確率は通常のOLLの6倍になる。

### OLLCP (Orientation of Last Layer and Corner Permutation)
COLLではOLLのエッジ向きが揃っている状態からという条件であるが、エッジ向きに関わらずすべてのOLLからエッジ・コーナーの向きとコーナーの場所を同時に揃えるサブステップ。パターン数は全部で331。COLLと同様、PLLは4パターンしか出現せず、PLLスキップの確率は6倍になる。

### ZBLL (Zborowski-Bruchem Last Layer)
OLLのエッジの向きが揃っている状態から、コーナーの向きとエッジ・コーナーすべての場所を同時に揃えるサブステップ。パターン数は全部で493。必ずPLLをスキップさせられる手順と言える。

### 1LLL (1-Look Last Layer)
ZBLLではOLLのエッジ向きが揃っているという条件であるが、エッジ向きに関わらずすべてのOLLからエッジ・コーナーすべての場所を同時に揃えるサブステップ。パターン数は対称なものや逆回しのものを同一とみた場合でも1211パターン、それらを別のものとした場合3915パターン。必ずPLLをスキップさせられる手順と言える。